# Арнольд Володимир Федорович
Володи́мир Фе́дорович Арно́льд (1872, імовірно Санкт-Петербург — †1918) — український земський статистик. Батько математика та педагога Ігоря Володимировича Арнольда, дід математика Володимира Ігоровича Арнольда.

## Життєпис
Походив із дворянської родини. Син Федора Карловича Арнольда, одного із фундаторів лісонасадження у Степовій Україні.
Закінчив Петровську академію. У студентські роки входив до народницького гуртка, перебував під наглядом поліції.
У 1896—1899 рр. завідував сільськогосподарським бюро Херсонського повітового земства, де провів науково обґрунтоване обслідування бюджетів 124 селянських господарств.
У 1899—1901 рр. очолював статистичний відділ Харківського губернського земства. Докладно дослідив Зміївський повіт.
У 1901 був звільнений з роботи за підтримку страйкуючих катеринославських статистиків — підписав відкритого листа до голови Катеринославської земської управи проти звільнення з роботи учасників страйку.
Після звльнення був запрошений до Володимира та Чернігова, але не був стверджений на посаді.
У 1902 р. переїхав до Баку, щоб очолити відділ міської статистики.
У 1903 р. брав участь у роботі статистичної підсекції 11-го з'їзду натуралістів. Його доповідь «Опыт применения элементарных начал аналитической геометрии к открытию статистических зависимостей» надруковано у працях підсекції та в «Известиях Московского сельскохозяйственного института» (1903).
Згодом тяжко захворів на туберкульоз. У зв'язку з хворобою в 1908 р. сім'я виїхала до Швейцарії. У 1912 р. дружина із сином переїхала до Німеччини, а у 1913 р. - до Одеси. У 1918 р родина отримала з-за кордону звістку про смерть Володимира Арнольда.

## Праці
- Результаты регистрации покупателей земледельческих орудий из складов Херсонского уездного земства // Сб. Херсон. земства. 1897. № 8;
- Опыт изучения крестьянских расходов по данным 50 описаний крестьянских хозяйств Херсонского уезда // Сб. Херсон. земства. 1898. № 8;
- Покупатели сельскохозяйственных орудий из земских складов Херсонского уезда в 1896, 1897 и 1898 годах // Сб. Херсон. земства. 1899. № 1;
- Общие черты агрономической техники и сельскохозяйственной экономики крестьянских хозяйств Херсонского уезда // Сб. Херсон. земства. 1901. № 4;
- Опыт применения элементарных начал аналитической геометрии к открытию статистических зависимостей // Известия Московского сельскохозяйственного института, 1903
- Политико-экономические этюды. Одеса, 1904.

Особливістю наукової праці Арнольда є застосування математичних методів у дослідженнях.